# The Perfect Score
The Perfect Score (bra: Nota Máxima; prt: O Golpe Perfeito) é um filme de assalto adolescente estadunidense de 2004 dirigido por Brian Robbins, estrelado por Erika Christensen, Chris Evans, Bryan Greenberg, Scarlett Johansson, Darius Miles, e Leonardo Nam. Este é considerado por comentaristas como um remake do filme irlandês How to Cheat in the Leaving Certificate de 1998.
O filme centra-se em um grupo de seis estudantes do ensino médio, cujo futuro será prejudicado se não obterem o próximo exame SAT. Eles conspiram para invadir o prédio do Centro de Testes de Princeton e roubar as respostas para o exame, para que todos possam obter pontuações perfeitas. O filme lida com os temas do seu futuro, moralidade, individualidade e sentimentos.
The Perfect Score tem semelhanças com outros filmes do ensino médio, incluindo The Breakfast Club (1985) e Dazed and Confused (1993), que muitas vezes são referenciados ao longo do filme. No entanto, o filme foi muito criticado pela maioria dos críticos e um fraco desempenho nas bilheterias.

## Sinopse
O filme gira em torno de estudante de escola superior Kyle (Chris Evans) , que precisa de uma alta pontuação no SAT para entrar em seu programa preferido arquitetura na Universidade Cornell. Ele constantemente se compara a seu irmão mais velho Larry (Matthew Lillard), que está agora a viver acima da garagem de seus pais. O melhor amigo de Kyle, Matty (Bryan Greenberg), quer obter uma pontuação elevada para que ele possa ir para o mesmo colégio como sua namorada, mas ele é um fracassado, que já havia recebido uma pontuação baixa em seu PSAT. Ambos acreditam que o SAT é que estava no caminho de seus futuros.
Os dois garotos percebem que o pai de sua colega Francesca Curtis (Scarlett Johansson) é dono do prédio que abriga o escritório regional do ETS, onde as respostas para o SAT estão localizados. Francesca inicialmente não quer ajudar, mas muda de ideia, dizendo: "Que diabos? Parece divertido." Enquanto isso, Kyle se torna atraído por Anna Ross (Erika Christensen) , a segunda estudante superior mais bem classificada na escola, e diz a ela sobre o plano. Anna bombardeara um SAT anterior e precisa de uma boa pontuação para entrar em Universidade Brown. No entanto, Matty não gosta do fato de que ela agora sabe sobre o plano e tem uma explosão, mesmo em presença de Stoner Roy (Leonardo Nam), que , em seguida, deve ser incluído no assalto . E, finalmente, Anna diz a estrela de basquete da escola Desmond Rhodes (Darius Miles) , que precisa de uma pontuação de 900 ou melhor para se juntar ao time de basquete da St. John University.
Uma das primeiras tentativas de invadir os escritórios ETS falhar, mas a equipe, então, inventa um outro plano. Na véspera do exame, Francesca vai mandar para Kyle e Matty para ter uma reunião perto do piso superior, ficando após o fechamento. Os outros três vão esperar do lado de fora e ver o guarda noturno até que Francesca, Kyle, e Matty ter roubado com sucesso as respostas.
A primeira parte do plano dá certo, com Francesca, Kyle, e Matty esquivando com sucesso as câmeras de segurança e guarda da noite. No entanto, as respostas estão localizadas em um computador, e somente o gênio técnico Roy pode quebrar a senha, ele e os outros dois entrar no edifício, e Roy adivinha corretamente a senha depois de ver uma fotografia de um empregado. Ainda assim, as respostas não podem ser impressas, para que o grupo decide fazer o teste com o seu conhecimento combinado e obter as respostas de qualquer maneira. Nas primeiras horas da manhã, eles estão acabados e ter todas as respostas escritas.
Só então, o guarda sobe as escadas, e eles tentam escapar pelo teto, no entanto, Francesca é deixada para trás e está prestes a ser descoberto, por isso Matty propositadamente dá a si mesmo a fim de salvá-la. Todo mundo foge, mas cada um enfrenta um certo confronto antes do exame: o irmão de Kyle pergunta se ele é realmente pior do que um ladrão, Matty é socorrida por Francesca, Anna encontra independência de seus pais, e a mãe de Desmond convence Roy para deixar as drogas.
Antes do teste SAT começa, o grupo percebe que, embora possa ajudar a obter o que eles querem, eles estariam melhor sem fazer uma fraude. Roy pega as respostas e distribui-los no banheiro. Após a decisão, Matty comenta que "essa coisa toda foi para nada". Kyle responde: " Eu não diria nada", como ele olha para Anna. Matty e Francesca também compartilham um olhar , como eles provavelmente começaram um relacionamento, também. Cada pessoa, eventualmente, recebe sua pontuação no teste desejado sem as respostas: o sonho de Kyle de se tornar um arquiteto ainda está vivo, participando Universidade de Syracuse, Desmond acaba indo para St. John's, Matty se torna um ator, Francesca escreve um romance (que é cerca de seis crianças que conspiram para roubar as respostas para o SAT), e Anna decide viajar para a Europa por um tempo antes de começar a faculdade. Quanto Roy - o narrador do filme - que ganhou o maior SAT no condado, e, sob a orientação da mãe de Desmond, ele recebe um GED. Em seguida, ele coloca a sua inteligência ainda inexplorada, para usar através da programação, tornando-se um designer de videogames de sucesso.

## Elenco
- Erika Christensen como Anna Ross
- Chris Evans como Kyle
- Bryan Greenberg como Matty Matthews
- Scarlett Johansson como Francesca Curtis
- Darius Miles como Desmond Rhodes
- Leonardo Nam como Roy
- Matthew Lillard como Larry

## Recepção

### Resposta da crítica
O filme foi muito criticado pela maioria dos críticos, marcando um 17 por cento classificação "podre" na Rotten Tomatoes. Crítico da Slant Magazine Keith Uhlich chamou-lhe um "filme de MTV extremo que moralistas de direita podem se orgulhar, pois postula um mundo essencialmente americano de conformidade racial, intelectual e sexual." Muitos compararam o filme desfavoravelmente com The Breakfast Club, e muitos até mesmo chamou de um rip-off. Entertainment Weekly, escreveu o filme por fora como sendo "como The Breakfast Club reformulado como um jogo de vídeo para simplórios". Da mesma forma, Roger Ebert beu ao filme duas estrelas de quatro, chamando o filme de "muito palatável. Ele mantém um tom de seriedade luz, e isso depende da alcaparra para muito de seu valor de entretenimento". A revisão de Ebert passou a apontar que The Perfect Score foi dado um grande lançamento, mas que Better Luck Tomorrow, um filme de drama adolescente que recebeu muito mais elogios, foi dado um muito limitado lançamento.

### Performance de bilheteria
O filme estreou em 2,208 cinemas e arrecadou $4.8 milhões, fazendo $2,207 de média por cinema. Ficando em quinto lugar no fim de semana, o filme viu quedas acentuadas em semanas seguintes e terminou sua temporada doméstica com $10.3 milhões.